# Дончо Дімовський
Дончо Траянов Дімовський (мак. Дончо Трајанов Димовски; 1 жовтня 1954, Битола) — македонський математик і дійсний професор природничо-математичного факультету у Скоп'є.

## Біографія
Димовський народився 1 жовтня 1954 року в Битолі. У 1976 році закінчив математичний факультет, ступінь магістра отримав у 1979 році, а докторську ступінь отримав у 1983 році з темою «Непросто з'єднані ручки Кассона» в Нью-Йоркському університеті в Бінгемтоні, США, де також отримав нагороду за найкращу докторську дисертацію. Працює науково в кількох областях: геометрично-комбінаторіальна топологія, однопараметрична теорія нерухомих точок, векторні значення структури тощо. Він опублікував понад 50 наукових праць та дві монографії. З 2001 по 2003 рік очолював Інститут математики. Є головним редактором журналу «Сигма» і «Matematika macedonica» .

## Зовнішні посилання
Повна біографія [Архівовано 26 січня 2021 у Wayback Machine.] на сторінці Природничо-матматичного факультету Уніврситету Св. Кирила і Мефодія